# Pascal N'Gongue
Pascal N'Gongue est footballeur réunionnais né à Yaoundé au Cameroun le 26 mars 1986. 
Il joue au poste de défenseur dans le club de la Tamponnaise.

## Palmarès
- Champion de la Réunion en 2012 avec la SS Saint-Louisienne.
- Vainqueur de la Coupe Régionale de France en 2009 avec l'AS Excelsior, et 2014 avec la SS Saint-Louisienne.
- Vainqueur de la coupe de la Réunion en 2013 avec la SS Saint-Louisienne.
- Médaille de Bronze aux jeux des îles de l'océan Indien en 2011 avec la Réunion.